# 川島立男
川島 立男（かわしま たつお、1916年（大正5年）5月22日 - 1944年（昭和19年）6月13日）は、日本の海軍軍人。海兵64期の首席卒業者で、太平洋戦争において｢呂36潜水艦」艦長として戦死した。最終階級は海軍少佐。

## 人物・来歴
弁護士の五男として東京府（現・東京都）に生まれる。本籍は千葉県。武蔵高校尋常科を経て、1937年（昭和12年）3月海軍兵学校を卒業。海兵64期の同期生は160名であった。練習艦隊を終え、翌年3月海軍少尉に任官。川島は重巡「熊野」、駆逐艦「朝顔」、戦艦「伊勢」らの水上艦艇乗組を経て「伊55潜水艦」航海長に就任し、潜水艦長田上明次を補佐して、戦技優勝を果たす。日米開戦は、駆逐艦「時津風」 水雷長として迎えた。

### 太平洋戦争前半
駆逐艦「時津風」は第二水雷戦隊（司令官・田中頼三）第十六駆逐隊（司令・渋谷紫郎）に属し、 駆逐艦長は中原義一郎であった。開戦後はフィリピン攻略戦に従い、レガスピー上陸作戦などに参加している。
1942年（昭和17年）1月、海軍大尉に進級していた川島は潜水学校特修科学生となった。日本海軍において潜水艦は海兵出身者に人気のある進路ではなく、戸髙一成は、海兵首席で潜水艦を志望したものは川島だけではないかと述べている。5月には｢伊31潜水艦｣水雷長に補された。同艦は竣工したばかりの新鋭艦で、8月まで慣熟訓練を行ってから南方へ進出し、ガダルカナル島への輸送任務に就いた。

### 太平洋戦争後半
1943年（昭和18年）2月から翌年の2月まで潜水学校で教官を務め、また甲種学生として潜水艦長養成過程を卒業した。潜水学校長名で連合艦隊司令長官に提出された｢潜水艦戦果発揚対策｣は、川島が主筆者である。当時の潜水学校校長は山崎重暉で、川島は同期生と卒業の挨拶に山崎家を訪問し、山崎は前途の厳しさを予測しつつ川島らの壮途を祝った。川島は第六艦隊に所属する｢呂36潜水艦」艦長に補され、マーシャル方面での偵察などを行っている。3月10日、海軍大学校を卒業し第六艦隊参謀となった鳥巣建之助（海兵58期）はトラック島に着任したが、そこには川島、板倉光馬ら潜水艦長5名が待っていた。艦長たちは鳥巣に対し、日本海軍上層部の潜水艦に対する無理解へ不満を訴えている。｢呂36潜水艦｣ は日本で整備を受け、6月に再び南方へ出陣。あ号作戦に策応し、米海軍部隊の攻撃に向かったが、サイパン島付近（北緯15度21分 東経147度00分 / 北緯15.350度 東経147.000度）で米駆逐艦によって撃沈された。この作戦で失われた日本海軍の潜水艦は20隻中12隻、川島ら｢呂36潜水艦｣戦死者は総員の77名である。

### 潜水艦作戦の不振
日本海軍の潜水艦関係者は、真珠湾攻撃の時から潜水艦は商船攻撃にあてるべきであるとの意見を持っていたが、海軍上層部の方針で、警戒厳重な敵艦艇への攻撃や、泊地への進入、さらには輸送に用いられ、次々と戦力を失っていった。こうした日本海軍の潜水艦の用法に対し米海軍のニミッツ元帥は、｢日本海軍の勇敢で、よく訓練された潜水艦乗員は、一つの偏向した方針および近眼視的な最高統帥部によって、徹頭徹尾、無益に消耗され、また全力発揮を妨げられたように見受けられた｣と述べている。